# Perzsa-kapui csata
A perzsa-kapui csata i. e. 330 januárjában zajlott a Perzsiát meghódító Nagy Sándor és perzsa fővárosba, Perszepoliszba vezető út egyik szűk szurdokát, a Perzsa-kaput elálló, Ariobarzanész által vezetett elit királyi gárda között. A perzsák egy hónapon át tartották fel a sokszoros létszámfölényben lévő makedón hadsereget, míg azok nem találtak egy másik útvonalat a hegyeken keresztül és a védők hátába kerülve le nem mészárolták valamennyiüket. A perzsa-kapui csatát már az ókorban is a 150 évvel korábbi thermopülai csatához hasonlították, csak itt a szerepek (a görögök helyett a perzsák voltak az utolsó emberig makacsul védekező fél) felcserélődtek.

## Előzmények
A III. Dareiosz vezette Óperzsa Birodalom képtelen volt ellenállni Nagy Sándor makedón erőinek és vereségek sorozatát szenvedte el, előbb a Granikosznál, majd Isszosznál, végül Gaugamélánál. Az utolsónál a birodalom gyakorlatilag összeroppant, a nagykirály elmenekült és szervezett ellenállásra alig volt példa. I. e. 331 végén Nagy Sándor harcok nélkül elfoglalta Babilont és Szúzát. Dareiosz megbízta Perszisz tartomány (a mai iráni Farsz régió) szatrapáját (kormányzóját), Ariobarzanészt, hogy tartsa fel a főváros felé nyomuló ellenséget, míg ő északon a médek följén újabb hadsereget szervez. Ariobarzanész a Szúza és Perszepolisz közötti rövidebb úton, a Zagrosz-hegységben állt fel, a Perzsa-kapu nevű szűk szurdoknál. A hegységen más útvonalak is keresztülvezettek, de télen valamennyi nehezen volt járható. 
Szúza megszállása után Nagy Sándor két részre osztotta a seregét. Egyik felét hadvezérére, Parmeniónra bízta, aki a fővárosba vezető hosszabb királyi úton haladt, míg Nagy Sándor a másik seregrésszel a Zagroszon át vonult. A makedón uralkodó útközben meghódoltatta a hegyek között élő félnomád uxiánokat, akik – akárcsak a perzsa királyoktól – tőle is adót kértek, hogy átvezessék a hegyek között. A Perzsa-kapuig semmilyen ellenállással nem találkoztak, így Nagy Sándor nem küldött előre felderítőket és egyenesen belesétált az Ariobarzanész által felállított csapdába. 
A szorosba vezető völgy nyugati vége igen széles, így a makedón hadsereg teljes egészében benyomulhatott a hegyek közé. Ariobarzanész a szűkülő szoros túlsó, délkelet felé kanyarodó végén állította fel csapatait. Arrianus szerint 40 ezer gyalogos és 700 lovas állt a rendelkezésére, szemben a tízezernyi makedónnal. Egyes mai történészek azonban rendkívül túlzónak és valószínűtlennek vélik ezeket a számokat. Az Encyclopædia Iranica becslése alapján mindössze 700 (de 2000-nél semmiképpen sem több) ember állhatott Ariobarzanész rendelkezésére. A görögök becslései a perzsák számát illetően mindig is erősen túlzók voltak és a perzsa szatrapa vélhetően nem rendelkezett több katona fölött, mint amennyit magával vitt a gaugamélai csatába. Valószínűleg az Arrianus által említett 700 lovas a teljes perzsa haderőt jelenthette. Vele szemben Nagy Sándornak tízezernél is több katona állt rendelkezésére. Az utánpótlást szállító szekereket és a nehézgyalogságot a hosszabb úton körbeküldte Parmenión felügyelete alatt, maga pedig főleg a makedón gyalogsággal, a lovassággal és az íjászokkal kelt át a hegyeken.

## A csata
A perzsák egy olyan szűkületnél álltak lesben, ahol a szoros mindössze néhány méter széles. Amikor a makedónok kellő mélységben beértek a szurdokba, a perzsák az északi lejtőról sziklákat görgettek rájuk, a déli lejtőről pedig íjászok lőtték őket. A makedónokat meglepetésszerűen érte a támadás, súlyos veszteségeket szenvedtek. Megpróbáltak visszavonulni, de a szűk hely és a hátulról rájuk torlódó újabb csapatok lehetetlenné tették a rendezett visszavonulást. Nagy Sándor kénytelen volt sorsukra hagyni a holttesteket, bármekkora nagy szégyent is jelentett ez számára a makedón és görög harcosok szemében.
Ariobarzanész abban reménykedhetett, hogy ha elegendő ideig fel tudja tartani a támadókat vagy a hosszabb útra kényszeríti őket, Dareiosz képes lesz újabb sereget szervezni.
A perzsák egy hónapon át tartották a szorost, de Nagy Sándor végül a hadifoglyoktól megtudta, hogy a hegyeken át vezet egy másik ösvény a Perzsa-kapu túloldalára. Egy kisebb csapatot hátrahagyott Kraterosz felügyelete alatt, a többiekkel pedig átkelt a hegyek között, majd két részre osztotta seregét; egyiket maga, a másikat Philótasz vezette. A makedón király fentről, míg a másik csapat hátulról támadta meg a védőket. A perzsák makacsul, az utolsó emberig védekeztek. Még a fegyvertelenek is belekapaszkodtak az ellenséges katonákba, földre birkózták őket, hogy ott a saját fegyverükkel végezzenek velük. A makedónok összességében igen súlyos veszteségeket szenvedtek, egyes vélemények szerint a legnagyobbakat valamennyi perzsiai ütközet közül.
A csapdába esett Ariobarzanész (aki mellett ott harcolt húga, Jutab) nem adta meg magát, hanem nekirontott a makedón arcvonalnak. Egyes források szerint elesett, Arrianus és Curtius szerint viszont sikerült észak felé elmenekülnie és elérte Perszepoliszt. A város kormányzója, Tiridatész kincstárnok azonban értelmetlennek vélte a további ellenállást és nem engedte be őt, míg a makedónok utol nem érték és le nem gyilkolták Ariobarzanészt és a csata többi túlélőjét.

## Következmények
Mind az antik, mind a modern történészek felismerték a hasonlóságot a perzsa-kapui és a thermopülai csata között, csak éppen a szerepek cserélődtek fel. Míg Thermopülainál a görögök védekeztek makacsul Xerxésszel szemben és estek el valamennyien hazájuk védelmében, pontosan 150 évvel később a perzsák kényszerültek védekezni és ugyanúgy elbuktak. Az egyik forrás szerint egy perzsa pásztor mutatta meg a kerülőutat a makedónoknak, éppen úgy ahogyan Thermopülainál egy helybeli görög kalauzolta a hódítókat.
A győzelemmel elhárult az utolsó akadály is Nagy Sándor és a perzsa főváros, Perszepolisz között. A makedón király egyik hadvezérére bízta, Phraszaortészra bízta Perszisz tartomány kormányzását (amit korábban Ariobarzanész végzett). Nagy Sándor megszerezte Dareiosz kincstárát, ami azt jelentette, hogy anyagilag nem függött többé a görög városok adójától. Pár hónappal később azonban szabad rablást engedélyezett a városban, amelynek minden férfilakosát lemészárolták, a nőket pedig rabszolgasorba vetették; talán azért, mert katonái és a görögök elvárták, hogy álljon bosszút Athén korábbi felégetéséért. I. e. 330 májusában Nagy Sándor elhagyta Perszepoliszt, hogy tovább üldözze Dareioszt, de előtte még felgyújtotta a királyi palotát. Egyes források szerint ez szándékos bosszú volt, mások azt állítják hogy részegen, dühében adta ki a parancsot a pusztításra, mert a perzsák nem fogadták el királyuknak.

## Fordítás
- Ez a szócikk részben vagy egészben  a   Battle of the Persian Gate című angol Wikipédia-szócikk ezen változatának fordításán alapul.  Az eredeti cikk szerkesztőit annak laptörténete sorolja fel. Ez a jelzés csupán a megfogalmazás eredetét és a szerzői jogokat jelzi, nem szolgál a cikkben szereplő információk forrásmegjelöléseként.